# Felix Mallard

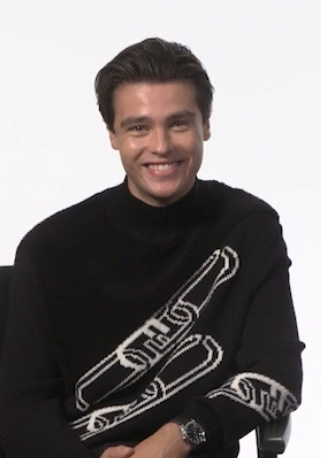
Felix Mallard nel 2022

Felix Mallard (Melbourne, 20 aprile 1998) è un attore australiano.

## Biografia
Cresce a Melbourne, Australia, con una sorella. Ha frequentato la scuola maschile St Mary's College, dove è stato un Prefetto. Ha completato il Victorian Certificate of Education (VCE) nel 2015. Ha praticato scherma all'età di 10 anni, gareggiando anche a livelli statali e nazionali, vincendo due medaglie di bronzo nel 2012 al Victorian National Champions e arrivando al 5º posto nell'under-15 del National Sabre Championships nel 2013. All'età di 13 anni è stato assunto da un'agenzia e ha lavorato con i modelli di Vivien, facendo parte di numerose pubblicità. Mallard è un musicista. Suona la chitarra, il piano e la batteria. È il chitarrista e il cantante nella Rock Band Enemies Alike. La band ha suonato in locali in giro per Melbourne e in eventi scolastici.

## Filmografia

### Cinema
- Money Is Just a Barbell, regia di Travis Burns - cortometraggio (2018)
- Raccontami di un giorno perfetto (All the Bright Places), regia di Brett Haley (2020)[5]
- Tartarughe all'infinito (Turtles All the Way Down), regia di Hannah Marks (2024)

### Televisione
- Neighbours – serial TV, 854 episodi (2014-2019)[6]
- Happy Together – serie TV, 13 episodi (2018-2019)[7]
- Locke & Key – serie TV, 6 episodi (2020-2021)[8]
- Lo straordinario mondo di Zoey (Zoey's Extraordinary Playlist) – serie TV, 4 episodi (2021)[9]
- Ginny & Georgia – serie TV, 30 episodi (2021-in corso)